# Wittsteinia
Wittsteinia is een geslacht uit de familie Alseuosmiaceae. De soorten uit het geslacht komen voor op het eiland Nieuw-Guinea en in de deelstaat Victoria in Australië.

## Soorten
- Wittsteinia papuana (Steenis) Steenis
- Wittsteinia vacciniacea F.Muell.